# 渔溪镇 (巴中市)
渔溪镇，是中华人民共和国四川省巴中市恩阳区下辖的一个乡镇级行政单位。2019年12月，撤销三河场镇，将原三河场镇和原义兴镇石灶村及原青木镇石马村、长岭村、川新村、八角村、龙门村、老官村、方坪村所属行政区域划归渔溪镇管辖。

## 行政区划
渔溪镇下辖以下地区：
万寿宫社区、和平社区、方池垭社区、新桥村、金山村、金星村、太极村、古井村、五岭村、升旗村、远望村、槐树村、土地村、玉锣村、良凤村、五显村、新文村、文通村、桂花村、铜城村、三清庙村、石门村、金凤村、玄台村、凤鸣村、太阳村、凌云村、后溪村、苟院寺村和箭弓村。